# Umeå socken
Umeå socken i Västerbotten är sedan 1971 en del av Umeå kommun, från 2016 främst inom Umeå landsdistrikt, Tavelsjö distrikt och Tegs distrikt.
Socknens areal är 1 074,76 kvadratkilometer, varav 1 028,73 land. År 1953 fanns här 16 587 invånare. Tätorterna Brännland, Ersmark, Flurkmark, Hissjö, Innertavle, Röbäck, Stöcke, Stöcksjö, Sörfors Tavelsjö, Yttersjö och Överböda samt del av tätorten Umeå med Grisbackakyrkan och sockenkyrkan Backenkyrkan ligger i socknen. 

## Administrativ historik
Umeå omnämns för första gången i sexårsgärden 1314 tillsammans med Bygdeå socken. Dessa två socknar var då de nordligaste pastoraten inom nuvarande svenskt territorium och hörde till Ångermanlands prosteri. Umeå bidrog till sexårsgärden med 10 öre, en summa som bara överträffades av fyra av de 20 ångermanländska pastoraten. När en ny uttaxering skedde 1316 för att betala ärkebiskop Olofs pallium stod Umeå för tre mark, det högsta beloppet bland pastoraten i Hälsingland, Medelpad, Jämtland och Ångermanland. Umeå bör alltså i början av 1300-talet ha varit ett väl organiserat pastorat med goda skatteintäkter. Troligen tillkom socknen under första halvan av 1200-talet. Byarna Mullsjö, Gräsmyr och Hörnsjö i nuvarande Nordmalings kommun hörde antagligen ursprungligen till Umeå socken, men tros ha förts över till Nordmalings socken när denna bildades omkring 1480. De tre byarna låg dock kvar under Umeå tingslag och tas i Gustav Vasas jordebok upp under Umeå socken. Först 1572 överfördes de till Nordmalings tingslag.
På 1500-talet var socknen indelad i tredingar. Den "nordesta" omfattade ungefär nuvarande Sävars socken och kustområdet vidare söderut till Umeälven. Den "sunnersta" omfattade kustlandet söder om älven. Den "översta" omfattade området väster om Umeå, inklusive Vännäs socken och Degerfors socken. Socknen hade samma utbredning på 1600-talet, när de första kartorna över området ritades. Johan Persson Geddas karta från 1661 visar att socknen då omfattade ungefär nuvarande Umeå, Vännäs och Vindelns kommuner. I norr gränsade socknen till Bygdeå socken, i söder till Nordmalings socken. Åt väster fanns ingen avgränsning, men även den samiska befolkningen i Ume lappmark sökte sig till Umeås sockenkyrka innan Lycksele socken bröts ut 1607. Det nyinrättade pastoratet i Lycksele församling avskaffades igen 1617. År 1646 bildades Umeå stadsförsamling till Umeå stad, och därefter tycks återstoden ha fått heta Umeå landsförsamling. Lycksele socken avskildes definitivt 1673. Umeå socken förblev därefter oförändrad fram till 1800, då Degerfors socken avsöndrades, efter att motsvarande församling utbrutits 1768. År 1802 bröts Holmöns församling ut, 1823 Sävars församling och 1825 Vännäs församling. Umeå stadsförsamling avsöndrades till ett eget pastorat 1871 . 27 februari 1863 utbröts Holmsunds församling.
Vid kommunreformen 1862 överfördes ansvaret för de kyrkliga frågorna till Umeå landsförsamling och för de borgerliga frågorna till Umeå landskommun. Ur församlingen utbröts Hörnefors församling 1913. Ur landskommunen utbröts Hörnefors landskommun 1914 och Holmsunds landskommun 1918. 1963 utbröts Tavelsjö församling och Tegs församling. Den kvarvarande delen av landskommunen uppgick 1965 i Umeå stad, som sedan 1971 ombildades till Umeå kommun.
1 januari 2016 inrättades bland distrikten Umeå landsdistrikt, Tavelsjö och Teg, med samma omfattning som motsvarande församlingar hade 1999/2000 och fick 1963, och vari huvuddelen av detta sockenområde ingår.
Socknen har tillhört fögderier, tingslag och domsagor enligt vad som beskrivs i artikeln Västerbotten. De indelta soldaterna tillhörde Västerbottens regemente.

## Geografi
Umeå socken ligger vid kusten kring Umeälven, Tavelsjön och Umeå stad. Socknen är en kuperad myrrik skogsbygd med höjder som i norr når 317 meter över havet.

## Fornlämningar
Från stenåldern är lösfynd funna. Från järnåldern är gravrösen och gravfält funna.

## Namnet
Namnet (1344 Vmu) kommer från kyrkbyn som tagit sitt namn från Umeälven. Älvnamnets förled uma betyder 'gny, tjuta, skrika' syftande på ljudet vid de många forsarna.
Uma förekommer även i Stockholms tänkeböcker från år 1550 då "Peder Eriichson vti Westerteegh i Vma sochn, saliige Hanns Persons fader" omnämns i samband med den senares tjänst (hos Hans Gammal bgm i Stockholm) och död.

## Befolkningsutveckling
| Befolkningsutvecklingen i Umeå socken 1750–1960                                                          | Befolkningsutvecklingen i Umeå socken 1750–1960 | Befolkningsutvecklingen i Umeå socken 1750–1960 | Befolkningsutvecklingen i Umeå socken 1750–1960 | Befolkningsutvecklingen i Umeå socken 1750–1960 |
| --- | ----------------------------------------------- | ----------------------------------------------- | ----------------------------------------------- | ----------------------------------------------- |
| |                                                 |                                                 |                                                 |                                                 |
| År |                                                 |                                                 | Folkmängd                                       |                                                 |
| 1750 | 1750                                            |                                                 | 3 522                                           |                                                 |
| 1760 | 1760                                            |                                                 | 4 257                                           |                                                 |
| 1769 | 1769                                            |                                                 | 4 570                                           |                                                 |
| 1810 | 1810                                            |                                                 | 6 713                                           |                                                 |
| 1820 | 1820                                            |                                                 | 7 996                                           |                                                 |
| 1830 | 1830                                            |                                                 | 7 858                                           |                                                 |
| 1840 | 1840                                            |                                                 | 7 217                                           |                                                 |
| 1850 | 1850                                            |                                                 | 8 629                                           |                                                 |
| 1860 | 1860                                            |                                                 | 10 229                                          |                                                 |
| 1870 | 1870                                            |                                                 | 10 587                                          |                                                 |
| 1880 | 1880                                            |                                                 | 11 607                                          |                                                 |
| 1890 | 1890                                            |                                                 | 12 842                                          |                                                 |
| 1900 | 1900                                            |                                                 | 15 057                                          |                                                 |
| 1910 | 1910                                            |                                                 | 16 682                                          |                                                 |
| 1920 | 1920                                            |                                                 | 13 184                                          |                                                 |
| 1930 | 1930                                            |                                                 | 13 439                                          |                                                 |
| 1940 | 1940                                            |                                                 | 14 377                                          |                                                 |
| 1950 | 1950                                            |                                                 | 16 177                                          |                                                 |
| 1960 | 1960                                            |                                                 | 19 356                                          |                                                 |
| Anm: Källor: Umeå universitet - Tabellverket 1749-1859, Demografiska databasen, CEDAR, Umeå universitet. |                                                 |                                                 |                                                 |                                                 |